# Université Xavier de Louisiane
L'université Xavier de Louisiane (en anglais : Xavier University of Louisiana ou XULA) est une université historiquement noire et catholique américaine, située à La Nouvelle-Orléans en Louisiane.

## Personnalités liées à l'université

### Étudiants
- Regina Benjamin, médecin